# Ashmore- och Cartieröarna

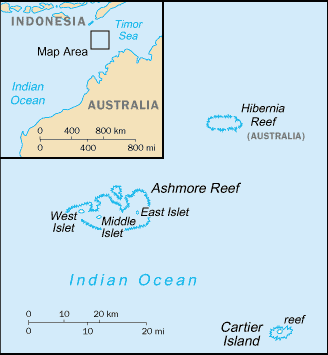
Karta över Ashmore- och Cartieröarna.

Ashmore- och Cartieröarna (engelska: Ashmore and Cartier Islands eller Territory of Ashmore and Cartier Islands) är en obebodd ögrupp i Indiska oceanen som tillhör Australien.

## Geografi

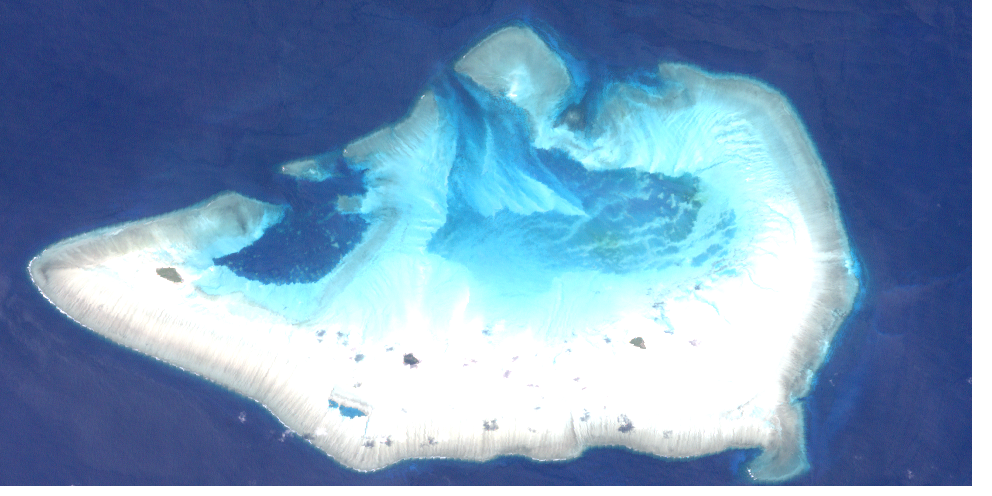
Satellitbild över Ashmore Reef.

Ashmore- och Cartieröarna ligger i Timorsjön sydväst om indonesiska Timor cirka 320 km utanför nordvästra Australiens kust. Dess geografiska koordinater är 12°14′ S och 123°5′ Ö.
Ön är en grupp obebodda låga korallöar och har en area om ca 5 km². Den högsta höjden är på endast cirka 3 m ö.h.
Området är uppdelad på
- Ashmore Reef: ett ca 155 km² stort revområde. I lagunen ligger öarna
- West Islet, cirka 0,5 km²
- Middle Islet, cirka 0,2 km²
- East Islet, cirka 0,3 km²

- Cartier Reef: cirka 65 km sydöst om Ashmore, ett ca 44 km² stort revområde med ön
- Cartier Island, cirka 0,2 km²

och en rad rev som dock inte ingår i själva territoriet. De största är
- Hibernia Reef, cirka 45 km nordöst om Ashmore
- Johnson Bank, cirka 30 km sydöst om Ashmore
- Woodbine Bank, cirka 50 km sydöst om Ashmore

## Historia
Ashmore- och Cartieröarna upptäcktes 1811 av brittiske kapten Samuel Ashmore på fartyget "Hibernia".
Storbritannien annekterade Ashmore-området 1878 och Cartier-området 1909. Förvaltningen överfördes 1931 officiellt till Australien men avtalet trädde i kraft först 1934.
1938 införlivades området i Northern Territory och 1978 skapades det fristående Ashmore and Cartier Islands Territory vilket överförde förvaltningen till Australiens inrikesdepartement (Department of Home Affairs) i Canberra.
1983 instiftades nationalparken Ashmore Reef National Nature Reserve och 2000 även Cartier Island Marine Reserve.